# Bulbophyllum oligoglossum
Bulbophyllum oligoglossum  (лат.) — вид однодольных растений рода Бульбофиллюм (Bulbophyllum) семейства Орхидные (Orchidaceae). Впервые описан немецким ботаником Генрихом Густавом Райхенбахом в 1865 году.

## Распространение, описание
Эндемик Мьянмы.
Эпифитное растение; стебель с псевдобульбой.

## Синонимы
Синонимичные названия:
- Phyllorchis oligoglossa (Rchb.f.) Kuntze
- Phyllorkis oligoglossa (Rchb.f.) Kuntze